# Сулейманов, Магомед Мирзаевич
Магомед Мирзаевич Сулейманов (род. 14 августа 1941, с. Аямахи, Сергокалинский район, Дагестанская АССР) — советский и российский режиссёр документального кино, председатель ДРО «Союз кинематографистов Российской Федерации». Заслуженный работник культуры Российской Федерации (1992) и Дагестанской АССР (1973).

## Биография
Родился 14 августа 1941 года в селе Аямахи Сергокалинского района Дагестанской АССР. По национальности — даргинец.
В 1966 году окончил Ереванский художественно-театральный институт по специальности «режиссёр театра и кино».
В 1976 году окончил Высшие курсы сценаристов и режиссёров при Госкино СССР по специальности «режиссёр документального кино».
В марте 2022 года подписал обращение в поддержку военного вторжения России на Украину (2022).

## Карьера
- Главный режиссёр Даргинского Драматического театра им Омарла Батырая (1969—1970 гг..);
- Художественный руководитель Киностудии «Дагестан», г. Каспийск (1970—1974 гг..);
- Кинорежиссёр Северо-Кавказской студии кинохроники (1976—1977 гг..);
- Художественный руководитель Киностудии «Дагестан» (1977—1999 гг..);
- Старший оператор группы видеооператоров ГТРК «Дагестан» (1999—2002 гг..);
- Председатель Дагестанского филиала общественной организации «Союз кинематографистов Российской Федерации» (2003—2011 гг..);
- Председатель Дагестанского республиканского отделения общероссийской общественной организации «Союз кинематографистов Российской Федерации».

## Достижения
- Орден «За заслуги перед Республикой Дагестан» (2021 г.)
- Золотая медаль Герой Труда Дагестана (2020 г.)
- Республиканская премия имени Гамзата Цадасы (1972 г.)
- Заслуженный работник культуры Дагестанской АССР (1973 г.)
- Премия комсомола Дагестана (1979 г.)
- Медаль «Ветеран труда» (1988 г.)
- Заслуженный работник культуры Российской Федерации (1992 г.)
- Грамота Госсовета Республики Дагестан (2001 г.)
- Государственная премия Республики Дагестан в области театрального искусства и кино (2005 г.)
- Орден Дружбы (2006 г.)
- Почетный гражданин Сергокалинского района Республики Дагестан (2009 г.)
- Государственная премия Республики Дагестан в области театрального искусства и кино (2011 г.)
- Почетная грамота Министерства культуры Российской Федерации за большой вклад в развитие культуры (2011 г.)
- Медаль «За доблестный труд» (2019) госнаграда РД.

## Фильмография
| №                                                         | Название фильма                                                               | Время (мин) | Год  | Роль                     | Киностудия                                                 |
| 1.                                                        | «Не вернулся на базу» (док. фильм)                                            | 20          | 1966 | Автор сценария, режиссёр | Дагестанское телевидение                                   |
| 2.                                                        | «Полчаса до рассвета» (док. фильм)                                            | 20          | 1968 | Сорежиссёр               | Дагестанское телевидение                                   |
| 3.                                                        | «Главная улица» (док. фильм)                                                  | 15          | 1970 | режиссёр                 | Киностудия «Дагестан»                                      |
| 4.                                                        | «Операция „Портвейн-13“» (игровой)                                            | 20          | 1972 | Автор сценария, режиссёр | Киностудия «Дагестан»                                      |
| 5.                                                        | «Эстафета чемпионов» (док. фильм)                                             | 20          | 1972 | режиссёр                 | Северо-Кавказская студия кинохроники                       |
| 6.                                                        | «О чём поют родники» (док. фильм)                                             | 10          | 1973 | режиссёр                 | Киностудия «Дагестан»                                      |
| 7.                                                        | «Баллада о Нарын-кале» (док. фильм)                                           | 10          | 1973 | Автор сценария, режиссёр | Киностудия «Дагестан»                                      |
| 8.                                                        | «Рабочей гвардии рядовой» (док. фильм)                                        | 10          | 1973 | Автор сценария, режиссёр | Киностудия «Дагестан»                                      |
| 9.                                                        | «Монолог о рабочей гордости» (док. фильм)                                     | 20          | 1974 | Автор сценария, режиссёр | Киностудия «Дагестан»                                      |
| 10.                                                       | «Дагестанские узоры» (док. фильм)                                             | 10          | 1974 | режиссёр                 | Северо-Кавказская студия кинохроники                       |
| 11.                                                       | «Мастер Гебек» (док. фильм)                                                   | 10          | 1974 | режиссёр                 | Северо-Кавказская студия кинохроники                       |
| 12.                                                       | «Мой дом кошара» (док. фильм)                                                 | 10          | 1975 | режиссёр                 | Северо-Кавказская студия кинохроники                       |
| 13.                                                       | «За рекой за Тереком» (док. фильм)                                            | 10          | 1976 | режиссёр                 | Киностудия «Дагестан»                                      |
| 14.                                                       | «Хозяева горных дорог» (док. фильм)                                           | 10          | 1977 | Автор сценария, режиссёр | Киностудия «Дагестан»                                      |
| 15.                                                       | «14 огненных дней» (док. фильм)                                               | 10          | 1978 | Автор сценария, режиссёр | Киностудия «Дагестан»                                      |
| 16.                                                       | «Пусть возвращаются птицы» (док. фильм)                                       | 60          | 1979 | режиссёр                 | Северо-Кавказская студия кинохроники                       |
| 17.                                                       | «Мой дом Дагестан» (док. фильм)                                               | 20          | 1980 | режиссёр                 | «Центрнаучфильм»                                           |
| 18.                                                       | «Рожденный у моря» (док. фильм)                                               | 20          | 1981 | Автор сценария, режиссёр | Киностудия «Дагестан»                                      |
| 19.                                                       | «Клятва Гиппократа» (док. фильм)                                              | 30          | 1981 | Автор сценария, режиссёр | Киностудия «Дагестан»                                      |
| 20.                                                       | «Здравствуй, Махачкала» (док. фильм)                                          | 10          | 1981 | режиссёр                 | Северо-Кавказская студия кинохроники                       |
| 21.                                                       | «Пусть к успеху» (док. фильм)                                                 | 30          | 1982 | режиссёр                 | Киностудия «Дагестан»                                      |
| 22.                                                       | «И все за одного» (док. фильм)                                                | 20          | 1982 | Автор сценария, режиссёр | Киностудия «Дагестан»                                      |
| 23.                                                       | «Сумбатль» (док. фильм)                                                       | 10          | 1984 | режиссёр                 | Киностудия «Дагестан»                                      |
| 24.                                                       | «Поездка в мае» (док. фильм)                                                  | 10          | 1985 | режиссёр                 | Киностудия «Дагестан»                                      |
| 25.                                                       | «Цех культуры» (док. фильм)                                                   | 30          | 1985 | Автор сценария, режиссёр | Киностудия «Дагестан»                                      |
| 26.                                                       | «Пока планета ещё жива» (док. фильм)                                          | 10          | 1985 | Автор сценария, режиссёр | Киностудия «Дагестан»                                      |
| 27.                                                       | «Прозрение» (док. фильм)                                                      | 10          | 1987 | режиссёр                 | Киностудия «Дагестан»                                      |
| 28.                                                       | «Златокузнецы» (док. фильм)                                                   | 10          | 1987 | Автор сценария, режиссёр | Киностудия «Дагестан»                                      |
| 29.                                                       | «Берегите матерей» (док. фильм)                                               | 10          | 1988 | режиссёр                 | Киностудия «Дагестан»                                      |
| 30.                                                       | «Забудьте слово эксперимент» (док. фильм)                                     | 20          | 1990 | режиссёр                 | Киностудия «Дагестан»                                      |
| 31.                                                       | «Ислам в стране гор» (док. фильм)                                             | 45          | 1990 | режиссёр                 | Киностудия «Дагестан»                                      |
| 32.                                                       | «Мое сердце в горах» (док. фильм)                                             | 20          | 1991 | режиссёр                 | Киностудия «Дагестан»                                      |
| 33.                                                       | «Носящие в груди огонь» (док. фильм)                                          | 30          | 1993 | Автор сценария, режиссёр | Киностудия «Дагестан» Северо-Кавказская студия кинохроники |
| 34.                                                       | «Рожденный делать добро» (док. фильм)                                         | 20          | 1995 | режиссёр                 | Киностудия «Дагестан»                                      |
| 35.                                                       | «С надеждой о будущем» (док. фильм)                                           | 20          | 1996 | режиссёр                 | Киностудия «Дагестан»                                      |
| 36.                                                       | «Взрыв после полуночи» (док. фильм)                                           | 20          | 1997 | Автор сценария, режиссёр | Киностудия «Дагестан»                                      |
| 37.                                                       | «Слово и дело» (док. фильм)                                                   | 10          | 1999 | Автор сценария, режиссёр | Киностудия «Дагестан»                                      |
| 38.                                                       | «70 лет ДГУ» (док. фильм)                                                     | 45          | 2000 | Автор сценария, режиссёр | ГТРК «Дагестан»                                            |
| 39.                                                       | «Пусть возвращаются птицы» 2-я часть. (док. фильм)                            | 20          | 2003 | Автор сценария, режиссёр | Дагестанский филиал Союза Кинематографистов РФ             |
| 40.                                                       | «Махачкала. Мой город у моря» (док. фильм)                                    | 23          | 2004 | Автор сценария, режиссёр | Дагестанский филиал Союза Кинематографистов РФ             |
| 41.                                                       | «Кизляр — форпост Российской славы» (док. фильм)                              | 36          | 2005 | Автор сценария, режиссёр | Дагестанский филиал Союза Кинематографистов РФ             |
| 42.                                                       | «Потомки древнего Кайтага» (док. фильм)                                       | 36          | 2005 | Автор сценария, режиссёр | Дагестанский филиал Союза Кинематографистов РФ             |
| 43.                                                       | «Печаль и слезы Родины моей» (док. фильм)                                     | 40          | 2006 | Автор сценария, режиссёр | Дагестанский филиал Союза Кинематографистов РФ             |
| 44.                                                       | «Время собирать камни» (док. фильм)                                           | 40          | 2006 | Автор сценария, режиссёр | Дагестанский филиал Союза Кинематографистов РФ             |
| 45.                                                       | «Часовые эфира» (док. фильм)                                                  | 31          | 2007 | Автор сценария, режиссёр | Дагестанский филиал Союза Кинематографистов РФ             |
| 46.                                                       | «Искусство, рожденное в горах» (док. фильм из цикла «Сказка поющих узоров»)   | 26          | 2008 | Автор сценария, режиссёр | Кинокомпания «Магафильм»                                   |
| 47.                                                       | «Сказка поющих узоров» (док. фильм из цикла «Сказка поющих узоров»)           | 26          | 2008 | Автор сценария, режиссёр | Кинокомпания «Магафильм»                                   |
| 48.                                                       | «Сказка таинственных узоров» (док. фильм из цикла «Сказка поющих узоров»)     | 26          | 2008 | Автор сценария, режиссёр | Кинокомпания «Магафильм»                                   |
| 49.                                                       | «Дербент — свидетель тысячелетий» (док. фильм из цикла «Жемчужины Дагестана») | 26          | 2008 | Автор сценария, режиссёр | Кинокомпания «Магафильм»                                   |
| 50.                                                       | «Мой город у моря» (док. фильм из цикла «Жемчужины Дагестана»)                | 26          | 2008 | Автор сценария, режиссёр | Кинокомпания «Магафильм»                                   |
| 51.                                                       | «Форпост Российской славы» (док. фильм из цикла «Жемчужины Дагестана»)        | 26          | 2008 | Автор сценария, режиссёр | Кинокомпания «Магафильм»                                   |
| 52.                                                       | «Искусство, древнее как мир» (док. фильм)                                     | 29          | 2008 | режиссёр                 | Дагестанский филиал Союза Кинематографистов РФ             |
| 53.                                                       | «Легендарные герои минувшей войны» (док. фильм)                               | 52          | 2010 | Автор сценария, режиссёр | Кинокомпания «Ракорд»                                      |
| 54.                                                       | «Ислам в Дагестане» (док. фильм)                                              | 26          | 2011 | Автор сценария, режиссёр | Кинокомпания «Ракорд»                                      |
| 55.                                                       | «Русское сердце вершин снеговых» (док. фильм)                                 | 26          | 2011 | Автор сценария, режиссёр | Кинокомпания «Ракорд»                                      |
| 56.                                                       | «Краски души моей» (док. фильм из цикла «Культура и искусство Дагестана»)     | 26          | 2012 | Автор сценария, режиссёр | Кинокомпания «Магафильм»                                   |
| 57.                                                       | «Источник знания и мудрости» (док. фильм)                                     | 26          | 2012 | Автор сценария, режиссёр | Дагестанское отделение Союза Кинематографистов РФ          |
| 58.                                                       | «Джами — всегда с вами» (док. фильм)                                          | 35          | 2013 | Автор сценария, режиссёр | Дагестанское отделение Союза Кинематографистов РФ          |
| 59.                                                       | «Эльбин — надежда экономики» (док. фильм)                                     | 35          | 2013 | Автор сценария, режиссёр | Дагестанское отделение Союза Кинематографистов РФ          |
| 60.                                                       | «Сеятель надежды и добра» (док. фильм)                                        | 30          | 2013 | Автор сценария, режиссёр | Дагестанское отделение Союза Кинематографистов РФ          |
| 61.                                                       | «Дербент — перекресток цивилизаций» (док. фильм)                              | 30          | 2015 | Автор сценария, режиссёр | Кинокомпания «Кинематографист»                             |
| 62.                                                       | «С чего начинается Родина» (док. фильм)                                       | 81          | 2015 | Автор сценария, режиссёр | Дагестанское отделение Союза Кинематографистов РФ          |
| 63.                                                       | «Во имя жизни» (док. фильм)                                                   | 26          | 2016 | Автор сценария, режиссёр | Студия социального кино «Вифсаида»                         |
| 64.                                                       | «Печаль и тревоги Аграхана» (док. фильм)                                      | 26          | 2017 | Автор сценария, режиссёр | Дагестанское отделение Союза Кинематографистов РФ          |
| Указаны наиболее значимые работы. Всего снято 123 фильма. |                                                                               |             |      |                          |                                                            |